# Tetragoneura exigua
Tetragoneura exigua är en tvåvingeart som beskrevs av Loïc Matile 1989. Tetragoneura exigua ingår i släktet Tetragoneura och familjen svampmyggor. Inga underarter finns listade i Catalogue of Life.